# Drymaeus henseli
Drymaeus henseli é uma espécie de gastrópode  da família Bulimulidae.
É endémica do Brasil.